# Джимми Хиггинс (фильм)
«Джимми Хиггинс»  — советский немой художественный драматический фильм режиссёра Георгия Тасина, снятый на Одесской кинофабрике ВУФКУ в 1928 году.
Экранизация одноименного романа Эптона Синклера. Премьера фильма состоялась
9 октября 1928 года в Киеве.
Фильм не сохранился.

## Сюжет
Джимми Хиггингс — американский рабочий завода по производству оружия для царской России и Германской империи. Во время Первой мировой войны Джимми выступает на стихийном митинге против войны. Его арестовывают. После освобождения он становится безработным. Джимми радуется новостям о русской революции; он добровольно вступает в американский экспедиционный корпус, думая, что, имея в руках оружие, сможет бороться против немцев — врагов русской революции. Однако, оказавшись в России, Джимми быстро понимает, что американский экспедиционный корпус воюет не против немцев, а против молодой Социалистической России. Без всякого колебания он встает на путь революционной борьбы, ведет пропаганду среди американских солдат и распространяет большевистские листовки. Схваченный американской военной полицией Джимми Хиггингс не выдает своих друзей. Его приговаривают к двадцати годам лишения свободы в военной тюрьме. Джимми не выдерживает этого и теряет рассудок.

## В ролях
- Амвросий Бучма — Джимми Хиггинс
- Елена Адамайтис-Астангова — Лиззи Хиггинс, жена
- Борис Шлихтинг — Билль Муррей
- В. Колпашников — Абель Гренич
- Константин Кошевский — Ласси, сын Абеля
- Владимир Ланской — Эдвин Вуд
- Юлия Солнцева — Эллен
- Иван Замычковский — доктор Сервус
- Б. Гончаров — Шнайдер, пивовар
- Николай Панов — Ганнет
- Гавриил Маринчак — Калинкин
- Полина Скляр-Отава — Мабель Смит
- Борис Безгин — американский солдат
- Георгий Авенариус — эпизод

## Съёмочная группа
- Режиссёр — Георгий Тасин
- Сценаристы — Георгий Тасин, Исаак Бабель
- Оператор —  Михаил Борисович Бельский
- Художник — Генрих (Георгий) Байзенгерц, Соломон Зарицкий